# James W. Robinson
James William Robinson (* 19. Januar 1878 in Coalville, Utah; † 2. Dezember 1964 in Escondido, Kalifornien) war ein US-amerikanischer Politiker.
Robinson studierte an der Brigham Young University in Provo und besuchte später auch die Law School der University of Chicago, an der er 1912 seinen Abschluss machte. Im selben Jahr wurde er in die Anwaltschaft von Utah aufgenommen und praktizierte von 1912 bis 1933 als Anwalt in Provo. Von 1918 bis 1921 war Robinson Bezirksstaatsanwalt (county attorney) im Utah County. 1924 bewarb er sich als demokratischer Kandidat um das Amt des Attorney General von Utah, unterlag jedoch Harvey H. Cluff.
Robinson war von 1925 bis 1935 Mitglied des Verwaltungsrats der University of Utah. In dieser Zeit blieb er weiterhin politisch aktiv und wurde 1932 für seine Partei in den Kongress gewählt. Dort vertrat er vom 4. März 1933 bis zum 3. Januar 1947 den Bundesstaat Utah im Repräsentantenhaus der Vereinigten Staaten. Nachdem sein Versuch, 1946 in den 80. Kongress gewählt zu werden, gescheitert war, wurde Robinson vom 3. Januar 1947 bis zum 31. Januar 1949 im Office of Land Management, einer Behörde des Innenministeriums, in Washington tätig. Danach kehrte er nach Salt Lake City zurück.
James Robinson starb am 2. Dezember 1964 in Escondido und wurde auf dem City Cemetery in Provo beigesetzt.